# Гліб Рогоза
Гліб Рогоза (латис. Gļebs Rogoza; народився 21 січня 1991, Лієпая, Латвія) — латвійський хокеїст, захисник. Виступає в лієпайському Металургсі. Виступав у складі юніорської збірної Латвії (U-18).